# 숭인원
숭인원(崇仁園)은 대한민국 서울특별시 동대문구에 있는 무덤으로 대한제국 의민황태자의 장남인 원손 이진의 무덤이다. 숭인원 경내에 있는 영휘원(永徽園)은 의민황태자의 사친이자 고종의 후궁인 순헌황귀비 엄씨의 무덤이다.
이진은 대한제국의 원손이자 왕세손으로 본관은 전주이다. 아버지는 의민황태자 이은이며, 어머니는 의민황태자비 이방자(마사코)이다. 1921년 8월 18일에 일본에서 태어나 의민황태자 이은과 함께 잠시 대한제국으로 귀국하였다가 일본으로 돌아가기를 하루 앞둔 1922년 5월 11일 태어난 지 8개월 만에 덕수궁 석조전에서 의문사하였다. 일설에는 독살설이 있으나 불확실하다. 순헌황귀비의 묘 영휘원 건너편 언덕에 장지가 조성되었다.
영휘원과 숭인원이 조성되기 전에는 명성황후의 능인 홍릉이 있던 곳으로 고종 사망 후 합장을 위해 옮겨갔으며 이런 이유로 이곳은 지금도 '홍릉' 으로 불리기도 한다.

## 같이 보기
- 영휘원
- 이진